# 旭日街道 (上饶市)
旭日街道，是中华人民共和国江西省上饶市广信区下辖的一个乡镇级行政单位。

## 行政区划
旭日街道下辖以下地区：
七六社区、信江社区、后畈社区、信美社区、月亮湾社区、桥下社区和旭日社区。